# Grognardo
Grognardo (Gognèrd in piemontese) è un comune italiano di 229 abitanti della provincia di Alessandria, in Piemonte.

## Storia
Il nome del paese è citato per la prima volta nell'atto di fondazione e donazione dell'abbazia di San Quintino in Spigno (anno 991) con il toponimo di Ragnando.
Grognardo è dominato dall'alto dai ruderi dell'antico castello millenario.
Si ha notizia che nel Cinquecento, attorno all'edificio fortificato, un agglomerato di case unite le une alle altre intervallate da tre porte, permetteva, in caso di pericolo, un'agevole difesa del borgo e dei suoi abitanti.
Nell'XI secolo, san Guido, vescovo di Acqui fece costruire la prima chiesa, S. Felice, una pieve eretta per affermare il cristianesimo nelle campagne.
Grognardo, nato probabilmente per motivi difensivi sulla collina denominata Poggio, in epoca rinascimentale, in virtù della posizione assai propizia per il commercio, ha visto il fiorire dell'attuale insediamento citato in diversi atti notarili come Villa del Piano.
Durante la seconda guerra mondiale, nel periodo successivo all'8 settembre 1943 e all'occupazione tedesca, trovò rifugio nel paese la famiglia ebrea genovese (marito e moglie) degli Urman. Sfuggiti per miracolo alla deportazione a Genova, trovarono aiuto in un cliente occasionalmente presente in quel frangente nel loro negozio di abbigliamento, il diciassettenne Gabriele Garofalo, che in tutta fretta li accompagnò con sé a Grognardo dal padre podestà del Comune, il quale subito offrì loro aiuto e protezione. Presentati come propri parenti sfollati, gli Urman restarono in paese ospiti della famiglia Garofalo fino alla Liberazione.
Il 16 gennaio 1979 ai coniugi Francesco e Elsa Garofalo è stata per questo conferita l'alta onorificenza di Giusti tra le nazioni dall'Istituto Yad Vashem di Gerusalemme.

### Simboli
Lo stemma e il gonfalone del comune di Grognardo sono stati concessi con decreto del presidente della Repubblica del 31 maggio 1999.
Lo stemma si presenta partito: la seconda partizione riprende il blasone della famiglia piemontese dei Beccaria (d'oro, a tredici colli di rosso, 3, 4, 3, 2, 1, con il capo d'oro, saldato, carico di un'aquila di nero).
Il gonfalone è un drappo partito di rosso e di azzurro.

## Società

### Evoluzione demografica
Negli ultimi cento anni, a causa del fenomeno dello spopolamento che interessò la zona, il comune ha perso circa i tre quarti della popolazione.
Abitanti censiti

## Amministrazione
Di seguito è presentata una tabella relativa alle amministrazioni che si sono succedute in questo comune.
| Periodo        | Periodo        | Primo cittadino     | Partito                             | Carica  | Note  |
| -------------- | -------------- | ------------------- | ----------------------------------- | ------- | ----- |
| 5 giugno 1987  | 26 maggio 1990 | Antonio Gatti       | Partito Socialista Italiano         | Sindaco | [ 6 ] |
| 26 maggio 1990 | 24 aprile 1995 | Antonio Gatti       | Partito Socialista Italiano         | Sindaco | [ 6 ] |
| 24 aprile 1995 | 14 giugno 1999 | Walter Angelo Viola | centro-sinistra                     | Sindaco | [ 6 ] |
| 14 giugno 1999 | 14 giugno 2004 | Walter Viola        | lista civica                        | Sindaco | [ 6 ] |
| 14 giugno 2004 | 8 giugno 2009  | Renzo Guglieri      | lista civica                        | Sindaco | [ 6 ] |
| 8 giugno 2009  | 26 giugno 2014 | Renzo Guglieri      | lista civica                        | Sindaco | [ 6 ] |
| 26 maggio 2014 | 26 maggio 2019 | Luca Roggero        | lista civica: insieme per Grognardo | Sindaco | [ 6 ] |
| 26 maggio 2019 | 9 giugno 2024  | Luca Roggero        | lista civica: insieme per Grognardo | Sindaco | [ 6 ] |
| 9 giugno 2024  | in carica      | Luca Roggero        | lista civica: insieme per Grognardo | Sindaco | [ 6 ] |